# 小行星8165
小行星8165（8165 Gnädig）是一颗绕太阳运转的小行星，为主小行星带小行星。该小行星于1990年11月21日发现。

## 轨道参数
小行星8165的轨道半长轴为2.2795008 UA，离心率为0.213。